# Hipolitów (powiat łaski)
Hipolitów – wieś w Polsce położona w województwie łódzkim, w powiecie łaskim, w gminie Wodzierady.
| SIMC    | Nazwa   | Rodzaj     |
| ------- | ------- | ---------- |
| 1061334 | Zalesie | przysiółek |

W latach 1975–1998 miejscowość należała administracyjnie do województwa sieradzkiego.